# (181627) Philgeluck
(181627) Philgeluck ist ein im inneren Hauptgürtel gelegener Asteroid. Er wurde am 8. Dezember 2006 vom französischen Informatiker und Amateurastronomen Jean-Claude Merlin am vollautomatischen Ritchey-Chrétien-81-cm-Teleskop des Tenagra II Observatory in Nogales, Arizona (IAU-Code 926) entdeckt. Das Teleskop konnte Merlin bei der Entdeckung von Frankreich aus ansteuern. Sichtungen des Asteroiden hatte es vorher schon unter der vorläufigen Bezeichnung 2004 CX27 am 12. und 14. Februar 2004 an der auf dem Kitt Peak gelegenen Außenstation des Steward Observatory gegeben.
(181627) Philgeluck wurde am 20. Mai 2008 nach dem belgischen Künstler Philippe Geluck (* 1954) benannt, dem Erschaffer der Comic-Figur „Le Chat“.